# Slade (Kurzgeschichte)
Slade ist eine frühe Kurzgeschichte (ca. 5.200 Wörter) von Stephen King, die der Autor 1970 in acht Fortsetzungen in einem Campusmagazin veröffentlichte. Es handelt sich um eine Westernparodie rund um den Revolvermann Jack Slade, der eine Dame in Not gegen eine Verbrecherbande beschützt.

## Inhalt
Der Revolvermann Jack Slade kommt nach Dead Steer Springs, weil ihn eine Ranchbesitzerin, Sandra Dawson, um Hilfe gegen die Bande rund um den Verbrecher Sam Columbine bittet. In Wahrheit aber ist alles eine Verschwörung. Sandra ist Slades Ex-Geliebte, die dieser tot glaubt. Da sie es mit ihm nicht mehr aushält, hat sie sich jedoch mit seinem Erzfeind zusammengetan, um Slade auszuschalten. Doch beide rechnen nicht mit Slades kugelsicherer Unterwäsche: Der vermeintlich im Duell Unterlegene erschießt am Ende beide und zieht zu weiteren Abenteuern weiter.